# 远程弹道导弹

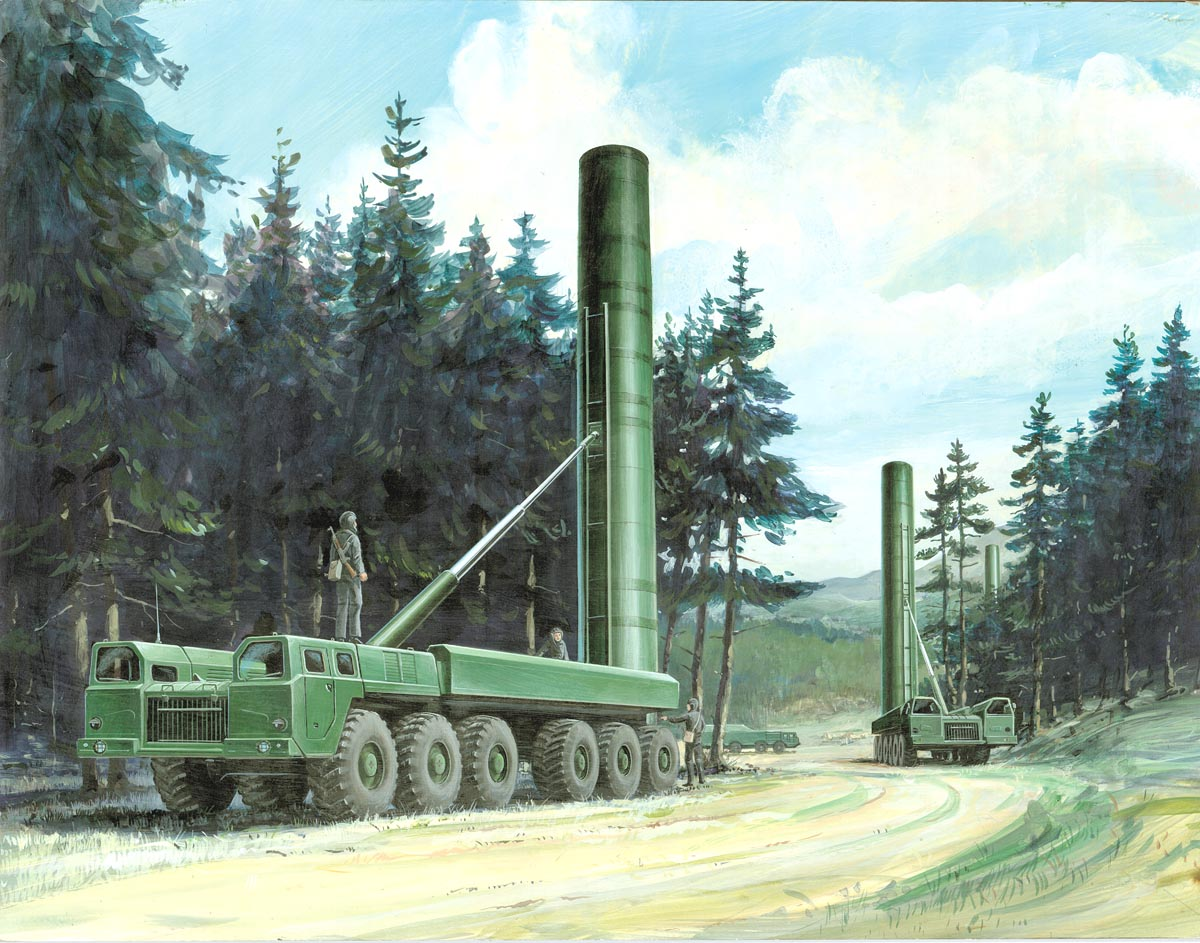
苏联RSD-10远程弹道导弹（北约代号SS-20“佩刀”）

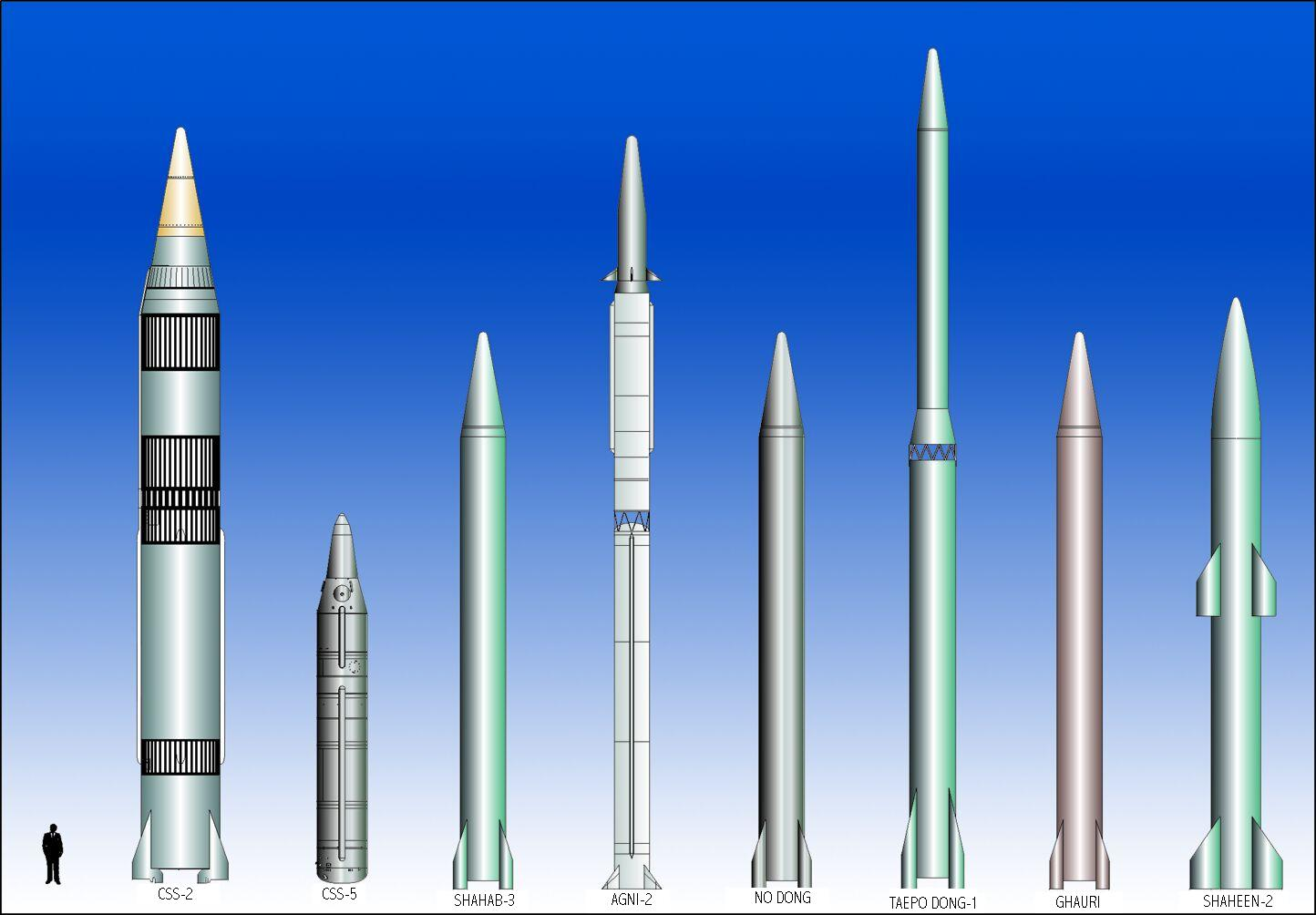
一些中程弹道导弹和远程弹道导弹

远程弹道导弹（英语：intermediate-range ballistic missile，缩写：IRBM）是将弹道导弹依射程进行分类时的一个子类。通常它的范围被限定为地对地导弹。
国际上对此没有一个完全统一的定义，例如：中国人民解放军将射程在1500-5500公里的导弹界定为中远程导弹、5000-8000公里为远程导弹；美国导弹防御署将远程弹道导弹定义为射程在3000-5500公里之间的地对地弹道导弹（同时将射程为1000-3000公里的弹道导弹称为中程弹道导弹）。本文使用的是美国的定义。
研制远程弹道导弹可能成为一国研制洲际导弹的中间步骤。远程弹道导弹曾经在世界上大量装备。1987年，美国与苏联签订了《美利坚合众国与苏维埃社会主义共和国联盟关于销毁中程和中短程导弹之条约》，根据此条约，这两国的中程和中短程导弹被全部销毁。目前中程和中短程导弹主要在中等大国和第三世界国家服役。朝鲜和伊朗研究中程弹道导弹的可能计划引起了西方国家普遍的担心，因为这两个国家拥有的中程导弹将威胁到欧洲和美国的亚洲盟国。

## 现役远程弹道导弹名录

### 以色列
- 杰里科-2B（2800公里）

### 印度
- 烈火-3远程弹道导弹（3500-5000公里）
- 烈火-4远程弹道导弹（4500-6000公里）

### 俄羅斯
- RS-26彈道飛彈（5800公里）

### 中國
- 东风-4远程弹道导弹
- 东风-26远程弹道导弹
- 东风-27远程/高超音速弹道导弹
- 巨浪-2型潜射弹道导弹

### 朝鲜
- 火星-10弹道导弹（3200公里）

## 已退役的远程弹道导弹名录

### 苏联
- RSD-10（北約代號：SS-20导弹）

### 美国
- PGM-17雷神

### 法国
- S-2（2750公里）
- S-3（3550公里）